# Batalla de Pencon
La Batalla de Pencon o Pencoed fue una batalla ganada por los britanos, posiblemente contra Mercia o entre ellos, alrededor del año 720.

## Relatos
La Crónica de los Príncipes coloca la batalla en 720. Los Anales de Gales no dan fecha, pero Phillimore colocó la entrada siguiente en el año 722:

La batalla de Hehil entre los cornicos, la batalla de Garth Maelog, la batalla de Pencon entre los britanos del sur, y los britanos fueron los vencedores en esas tres batallas.

A pesar de que los Anales de Gales no identifican a específicamente a los anglosajones como el enemigo, se considera que el no especificar un enemigo era sencillamente porque era obvio.[¿quién?]
La Crónica de Príncipes parece refutar esta lógica, específicamente excluyendo a Pencoed del conflicto de Rhodri Molwynog con los sajones ese año:

Ese mismo año Rhodri Molwynauc fue hecho rey de los britanos, y una gran guerra estalló entre él y los sajones, durante la que los britanos ganaron dos batallas honorablemente. El mismo año, tuvo lugar la batalla de Garthmaelawg, y otra en Gwynedd, y la batalla de Pencoed en Glamorganshire; en todas las cuales los britanos conquistaron.

## Ubicación
Castell Pen-y-Coed, una obra de tierra en Carmarthenshire, Gales ha sido sugerido como el sitio posible de la batalla de Pencon.